# Gir-ē Kumar
Gir-ē Kumar är en kulle i Irak.   Den ligger i distriktet Zakho och provinsen Dahuk, i den norra delen av landet, 500 km norr om huvudstaden Bagdad. Toppen på Gir-ē Kumar är 1 768 meter över havet.